# مهستی شاهرخی
مهستی شاهرخی روزنامه‌نگار، منتقد تئاتر، داستان‌نویس و شاعر معاصر ایرانی است.

## زندگی
مهستی شاهرخی ۱ مهر ۱۳۳۵ (سپتامبر ۱۹۵۶) در ملایر به دنیا آمده‌است. او تحصیلات ابتدایی و دبیرستان را در تهران گذرانید و در سال ۱۹۸۰ از دانشکده هنرهای زیبای دانشگاه تهران در رشته هنرهای تئاتری دانش‌آموخته شد. در پاییز ۱۹۸۴ به فرانسه مهاجرت کرد و در پاریس به تحصیلات خود در رشته‌های متنوعی چون فناوری آموزشی و ایرانشناسی و سرانجام ادبیات تطبیقی ادامه داد و ادبیات تطبیقی را در دانشگاه سوربن تا آستانه دکترا آموخت.
مهستی شاهرخی اکنون ساکن پاریس است و تاکنون از او مقالات بسیاری در مجلات ادبی و هنری داخل و خارج از کشور به چاپ رسید که مورد توجه منتقدان واقع شد و در خارج از ایران به چاپ دوم رسید. «شبان نیکو» نیز مجموعه هفت داستان از اوست که در سال بعد توسط نشر باران منتشر شد.
در سال ۱۹۹۹ رمان «شالی به درازای جاده ابریشم» از او توسط نشر باران سوئد به چاپ رسید که با استقبال بسیاری مواجه شد و نقدهای بسیاری بر آن نوشتند و همین رمان در خارج از کشور توسط نشر باران سوئد، ۲۰۰۲ به چاپ دوم رسید؛ «شبان نیکو» نیز مجموعه هفت داستان از اوست که در سال ۲۰۰۳ توسط نشر باران منتشر شد؛ رمان بلند «صبح نهان» توسط هفته نامه شهروند کانادا، در سالهای ۲۰۰۸/۲۰۰۹ منتشر شد، از مهستی شاهرخی تاکنون مطالب زیادی در گلچین‌های مختلف به زبانهای دیگر به چاپ رسیده‌است.
با اعتقاد به «آزادی بیان» مهستی شاهرخی بی وقفه نوشته‌است و به عنوان «اعتراض به سانسور و بی حرمتی به حقوق مادی و معنوی مؤلف ایرانیان در هر کجا که باشند»، آثار خود را به صورت اینترنتی منتشر کرده‌است؛ آثار منتشر نشده و گوناگون او به قول خودش «در انتظار روزهای بهتر» به سر می‌برد و فعلاً به صورت اینترنتی منتشر می‌شود

## آثار
- شالی به درازای جاده ابریشم (رمان) - (۱۹۹۹)
- شبان نیکو (مجموعه هفت داستان) - (۲۰۰۳)
- رمان بلند صبح نهان به صورت پاورقی در هفته نامه شهروند چاپ کانادا منتشر شد.